# Górczyca
Górczyca (Duits: Hohndorf) is een dorp in het Poolse woiwodschap Neder-Silezië.

## Bestuurlijke indeling
Vanaf 1975 tot aan de grote bestuurlijke herindeling van Polen in 1998 viel het dorp bestuurlijk onder woiwodschap Jelenia Góra, vanaf 1998 valt het onder woiwodschap Neder-Silezië, in het district Lwówecki. Het maakt deel uit van de gemeente Lwówek Śląski en ligt op 9 km ten zuidoosten van Lwówek Śląski,  en 96 km ten westen van de provinciehoofdstad (woiwodschap) Wrocław.